# Charles Magill Conrad

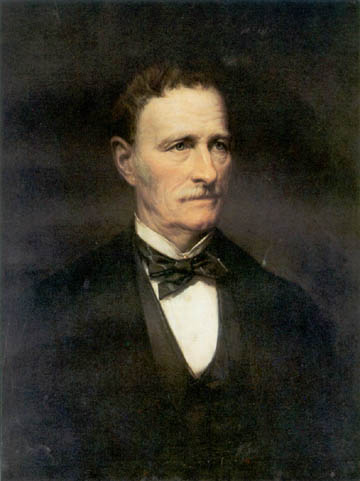
Charles Magill Conrad

Charles Magill Conrad (* 24. Dezember 1804 in Winchester, Virginia; † 11. Februar 1878 in New Orleans, Louisiana) war ein US-amerikanischer Politiker, der dem Kabinett von US-Präsident Millard Fillmore als Kriegsminister angehörte. Außerdem vertrat er den Bundesstaat Louisiana in beiden Kammern des Kongresses.

## Leben
Nach seiner Geburt in Virginia zog er mit seiner Familie als Junge nach Mississippi und später nach Louisiana. Conrad gehörte ab 1840 dem Repräsentantenhaus von Louisiana an und wurde im April 1842 als Nachfolger des zurückgetretenen Alexander Mouton in den US-Senat berufen. Nach dem Ende der Legislaturperiode im März 1843 verlor er sein Mandat jedoch schon bei der Wiederwahl. Später gehörte er zwischen 1849 und 1850 dem US-Repräsentantenhaus an. Er gab sein Mandat ab, um Kriegsminister im Kabinett Fillmore zu werden. Seine Amtszeit ging vom 15. August 1850 bis zum 7. März 1853.
In den Konföderierten Staaten diente er als Deputierter im Provisorischen Konföderiertenkongress und als Abgeordneter von Louisiana im Konföderiertenkongress zwischen 1862 und 1864. Nach dem Krieg eröffnete er eine Anwaltskanzlei.